# Raslavice
Raslavice (allemand : Raßlawitz), est un village de Slovaquie situé dans la région de Prešov et plus précisément dans le district de Bardejov.

## Histoire
La première mention écrite du village date de 1261.
Jusqu'au XIXe siècle, le village s’appelait Tóth-Raszlavica et appartenaient à la noblesse locale Raszlavicy/Raslavický. Puis deux autres familles nobles s'implantèrent sur ces terres, les familles Hedry et Köszeghy-Winkler. prenant alors le nom de Raslavice puis de Vyšné Raslavice

## Démographie

### Évolution de la population
| Année:               | 1994. | 2004.    | 2014.   | 2024.   |
| -------------------- | ----- | -------- | ------- | ------- |
| Nombre de personnes: | 2307  | 2585     | 2721    | 2802    |
| Différence:          |       | +12,05 % | +5,26 % | +2,97 % |

| Année:               | 2023. | 2024.   |
| -------------------- | ----- | ------- |
| Nombre de personnes: | 2774  | 2802    |
| Différence:          |       | +1,00 % |